# Критично мислене
Критичното мислене или критична мисъл е подход в мисленето, представляващ внимателното прилагане на здрав разум, основан на доказателства, в определянето на това дали едно твърдение е вярно, или не. То се отнася не до пътя за достигане до твърденията, а до оценката им. Бива определяно още като умението да се вземат решения въз основата на добри аргументи.
Робърт Енис, водещ изследовател в областта на критичната мисъл, ѝ дава следното определение: „Критичното мислене е смислено, разсъдъчно мислене, чиято цел е да решим на какво да вярваме или как да постъпваме“.
Историята на критичната мисъл може да се проследи от сократическия метод в Древна Гърция и Изтока, през будистката калама сутта и абхидарма, до съвременния научен метод и научен скептицизъм. Тя е важна част от множество професии и от процеса на редовното образование.

## Определения
Съществуват разнообразни определения за понятието критично мислене, сред които:
- „смислено, разсъдъчно мислене, чиято цел е да решим на какво да вярваме или как да постъпваме“[3]
- „целенасочена, саморегулираща се преценка, резултираща в интерпретация, анализ, оценка и извод, както и обяснение на очевидните, концептуални, методологични, критериологични или контекстуални съображения, на основата на които е взета преценката“[4]
- „обвързване с употребата на аргументи при формирането на вярвания“[5]
- „критичното мислене е общ термин, използван за широк кръг когнитивни умения и интелектуални приготовления, необходими за ефективното разпознаване, анализиране и оценяване на аргументи и правдиви твърдения; необходими още за откриването и преодоляването на собствените предубеждения и пристрастия; за формулирането и представянето на убеждаващи доводи в подкрепа на заключенията; и за вземането на основателни, интелигентни решения относно това на какво да вярваме или как да постъпваме“[6]
- „Дисциплинирано, самонасочено мислене представляващо съвършенството в мисленето, подхождащо на конкретен начин или поле на мислене“.[7]
- „Критичното мислене е изкуството да се анализира и оценява мисленето с оглед неговото усъвършенстване“.[8]